# مجموعة بي إس إيه
مجموعة بي إس إيه (Groupe PSA) صانع سيارات ودراجات بخارية فرنسي يقوم ببيع منتجاته تحت علامتي (بيجو) و(سيتروين).
شركة بيجو القابضة هي المالك لبيجو سيتروين.
بيجو وسيتروين كانتا شركتين منفصلتين حتى قامت شركة بيجو بالاستحواذ على نسبة 38.2% من شركة سيتروين سنة 1974، وفي عام 1976 زادت الحصة إلى 89.95% مؤدية إلى تكوين مجموعة بيجو سيتروين.
وقت الاندماج كانت سيتروين تمتلك طرازين ناجحين (CX & GS) وكانت بيجو حكيمة في أمورها المالية، لقد كانت مجازفة مالية ناجحة في الفترة من 1976 إلى 1979. في 1979 اشتركت المجموعة الأصول الأوربية لشركة كرايسلر بمبلغ قدره مليار دولار، مما أدى إلى خسائر للمجموعة في الفترة من 1980 إلى 1985. منذ ذلك الحين فقدت المجموعة السبق التنافسي في مجال صناعة السيارات ولم تتعافى منه بعد.

## الشركة
أبقت المجموعة على علامتي الشركتين منفصلتين من حيث الهيكل التسويقي والمبيعات، لكنها استفادت من التكنولوجيا والتصنيع المشترك وتجميع الأصول.
من أجل التواجد في السوق والمبيعات اتجهت المجموعة للأسواق سريعة النمو من الدول النامية وأنحاء مختلفة من العالم. هذا أدى إلى استثمارات ضخمة وشراكات في تونس، فرنسا، والصين.

## التعاون

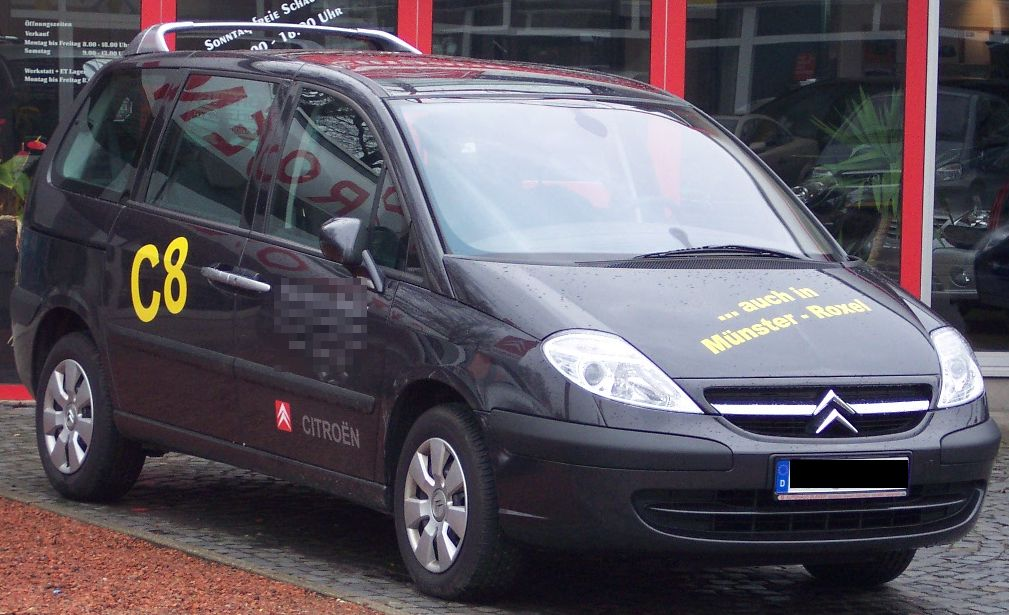
سيتروين سي 8 2005 في آر

أقامت مجموعة بيجو سيتروين تعاون مع شركة فيات فيما سمى (التجمع الأوربي للمركبات الخفيفة)(Société Européenne de Véhicules Légers SpA) المعروف اختصاراً بـ (Sevel)، بنسبة مساهمة 50% لفيات و25% لبيجو و25% لسيتروين. نتيجة لهذا الاتفاق أقيم مصنعين لتجميع سيارات الثلاث شركات: (Sevel Nord) و(Sevel Sud).
هناك شراكة أحدث مع شركة تويوتا لتطوير وتصنيع طرازات من سيارات المدن ويتم ذلك في مصنع حديث في دولة التشيك. هذه الشراكة أنتجت شركة جديدة سميت (تويوتا بيجو سيتروين للسيارات)(Toyota Peugeot Citroën Automobile) اختصاراً (TPCA)، ويقوم المصنع حالياً بإنتاج سيتروين سي 1 (Citroën C1)، بيجو 107 (Peugeot 107)، تويوتا ايجو (Toyota Aygo).
هناك تعاون آخر قائم بين مجموعة بيجو سيتروين وشركة بي إم دبليو (BMW) يهدف لإنتاج نوع جديد من المحركات (Prince engines) تحل محل النوع القائم (TU engine family).
في عام 2005، أقامت المجموعة تحالفاً مع شركة ميتسوبيشي. بناء على هذا التحالف تقوم المجموعة باستيراد سيارتي سيتروين C-Crosser وبيجو 4007 لبيعهما في أوروبا. هاذان الطرازان بنيا على أساس الطراز ميتسوبيشي Outlander، ويتم تجميعهما في مصنع ميتسوبيشى في اوكازاكي (Okazaki) في اليابان. تم اخيار محركات الديزل من بيجو سيتروين والبنزين من ميتسوبيشي.
قامت المجموعة في عام 1998 بالمجازفة بمشاركة شركة فورد (Ford)، وهي تقوم الآن بإمدادها بمحركات ديزل سعة 1.4 و 1.6 ليتر تستخدم في سيارات فورد (Fiesta) و(Focus) وأيضاً فولفو (Volvo S40) بالترتيب.